# Ганн, Джон
Джон Бэттискомб Ганн (англ. John Battiscombe Gunn; 13 мая 1928 — 2 декабря 2008) — британский физик (большую часть жизни работавший в США), открывший эффект Ганна, позволивший создать диод, также названный в его честь — дешёвый источник микроволновых колебаний, не требующий вакуумных трубок. В документах использовал имя J. B. Gunn.

## Биография

### Детство и образование
Дж. Б. Ганн родился в 1928 году в Каире (Египет), в семье известного египтолога Баттискомба Ганна (англ. Battiscombe George Gunn) и Лилиан Ганн (англ. Lillian Florence (Meena) Meacham Hughes Gunn), изучавшей психоанализ с Зигмундом Фрейдом. В 1931 году семья переехал в Глен-Риддл (Пенсильвания), где его отец был смотрителем египетской секции в Музее археологии и антропологии при Пенсильванском университете. Джон Ганн в юном возрасте заинтересовался электроникой. Его старший единоутробный брат Спайк Хьюз писал о визите в Глен-Риддл в 1933 году:

… в возрасте четырёх лет и нескольких месяцев Йен (Джон Ганн) уже страстно интересовался как работают те или иные вещи и демонстрировал типичное отсутствие по поводу того, что доносится из громкоговорителя до тех пор, пока он не разобрался, почему звук выходит из него. Поэтому каждую ночь радиоприёмник разбирался и собирался вновь — в основном, для моей пользы, так как я внезапно почувствовал отрезанность от моих Нью-Йоркских корней, когда не мог слышать мои любимые радиостанции.
Оригинальный текст (англ.)… at 4 years and a few months, Iain was already passionately interested in seeing how things worked, and showed a typical lack of concern for what came out of a loudspeaker, so long as he could make out why it came out at all. Thus at Iain's bedtime every night the Glen Riddle radio set had to be collected up and put together again – mainly for my benefit, for I suddenly felt myself cut off from my New York roots unless I could hear my favourite radio stations.

Позднее дом в Глен-Риддл был приобретён Кеннетом Айверсоном, коллегой Джона Ганна по IBM и одному из изобретателей языка программирования APL.

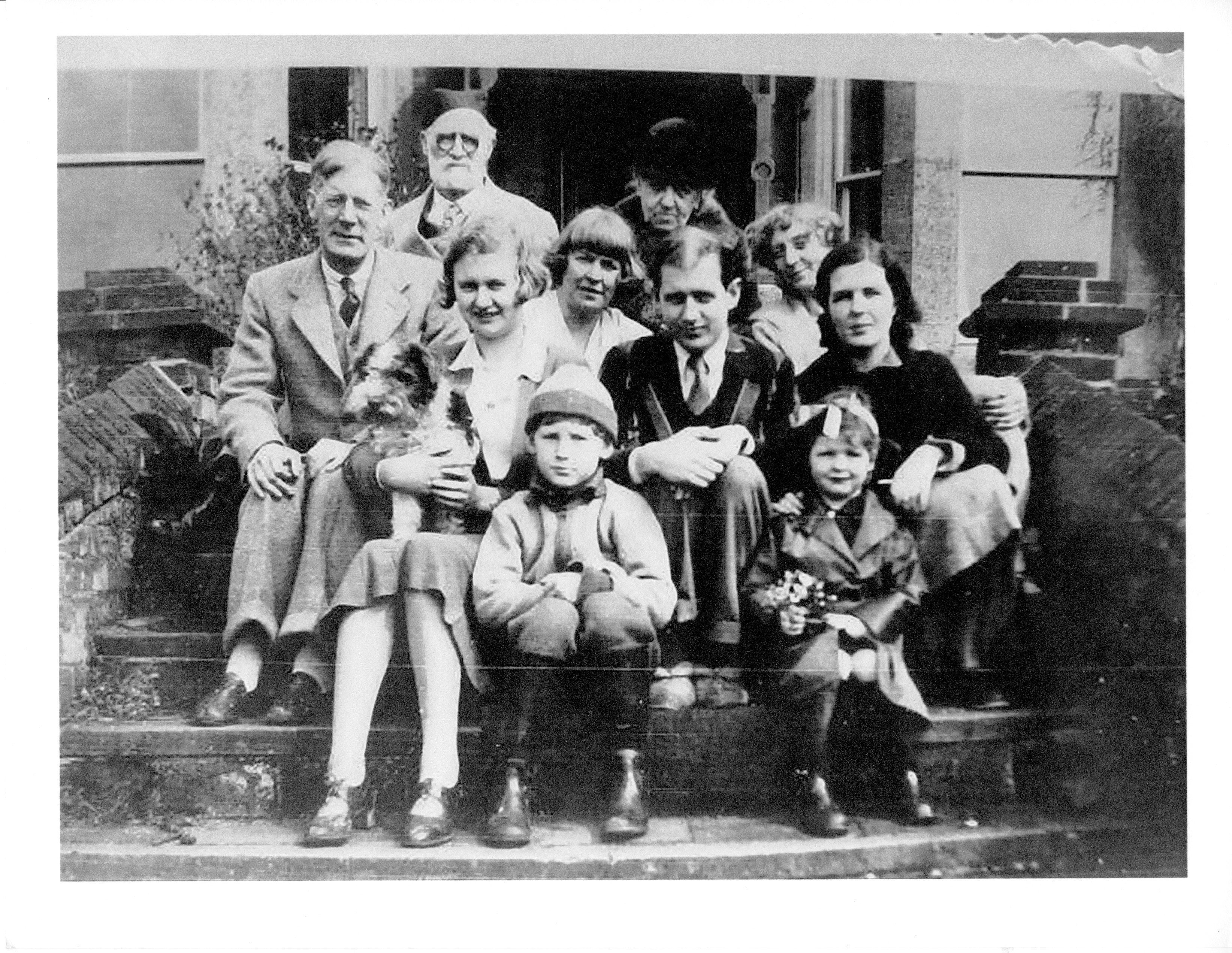
Портрет семей Мичем, Ганн, Хьюджес и Вуд в 1935 году. Верхний ряд: Чарльз С. Мичем (химик, пивовар и художник), Флоренс Мичем (художник). Средний ряд: Баттискомб Ганн, зять (египтолог) Венди Вуд, дочь (борец за независимость Шотландии), дочь Миина Ганн (психоаналитик-фрейдист). Нижний ряд: Мери Барниш (внучка) с псом Миины, Спайк Хьюджес (внук, музыкант), Бобби Хьюжес (grand-daughter-in-law). Спереди сидят Йен Ганн (внук, физик) и Анжела Хьюжес (правнучка).

Семья Ганнов вернулась в Британию в 1934 году, когда отец получил должность профессора египтологии в Оксфорде. В это же время младший Ганн отказался от имени «Джон» и стал называть себя Йеном (шотландская форма имени Джон), которое ему дал его дядя Венди Вуд (англ. Wendy Wood)). Как специалиста его будут знать под именем J. B. Gunn. Йен учился в Англии за исключением двух лет, проведённых в Солебурской школе (Пенсильвания) во время войны. Он был студентом кэмбриджского Тринити-колледжа с 1945 по 1948 годы. Согласно официальным записям, Ганн изучал естественные науки сдав вступительные экзамены на второй класс в 1946 году, трайпос на третий класс в 1947 и экзамен по механике на второй класс в 1948 получив в том же году степень бакалавра, но не магистра. Джи. Би. Ганн описывал себя:

Я потратил два года на изучение естественных наук — физики, химии, математики и других. В последний год я был готов перевестись на электронику, которая только образовалась в Кембридже в то время.
Оригинальный текст (англ.)I took two years of the natural sciences - physics, chemistry, mathematics and so on. In the last year I was able to switch to electronic engineering, which was something that was just started at Cambridge at that time.

Старший единоутробный брат Джона Ганна, музыкант Пет (Спайк) Хьюз, был старше его на 20 лет. Его эксцентричная семья была описана Петом в его двухтомной автобиографии «Opening Bars» и «Second Movement».

### Семья
Во время учёбы в Кембридже, Ганн служил в Королевское радарное подразделение в Малверне. Там он познакомился с учительницей в дошкольном заведении Фридой Пилчер (англ. Freda Pilcher, 1924—1975), которая работала в библиотеке подразделения. Они поженились в Лондоне в 1950 году. В браке родилось трое дочерей: Жанет, Донна и Джиллиан. Фрида умерла от рака лёгких в 1975 году.

## Научная карьера

### Физика твёрдого тела и электроника
Первой полноценной работой Ганна была производство компьютеров в лондонской фирме «Elliott Brothers». В 1953 году он вернулся в Королевское радарное подразделение в Малверн, заняв там должность государственного младшего научного сотрудника, где он занимался лавинной инжекцией, аккумуляции носителей тока и соответствующих областях экспериментальной физики полупроводников.
Ганн эмигрировал в Северную Америку, во время послевоенной «утечки мозгов». Сначала он обосновался в Канаде в 1956 году заняв должность Assistant professor (должность, обычно занимаемая на контрактной основе с университетом после получения PhD) в Университете Британской Колумбии. В 1959 он переехал в Соединённые Штаты получив место в IBM-мовском Исследовательском центре IBM имени Томаса Дж. Уотсона, расположенном на Йорктаунских высотах. Ганн продолжал сотрудничать с IBM на протяжении всей своей карьеры, принимая участие в Комитете корпоративных технологий и в Исследовательской лаборатории Сан Хосе (Калифорния) перед возвращением в Йорктаун. Он вышел на пенсию в 1990 году.
В 1962 году, во время работы в IBM, Ганн открыл эффект, названный его именем. Он не согласился с общепринятой трактовкой некоторых экспериментальных данных, связанных с арсенидом галлия как обычного шума. Это привело к созданию диода Ганна — компактного генератора микроволнового излучения. Ганн осознавая важность своего открытия, не смог объяснить его физическую основу. Это сделал Герберт Крёмер в декабре 1964 года объяснил эффект Ганна с помощью теории Ридли — Уоткинса — Хилсума. В июне следующего года Алан Чайновес (англ. Alan Chynoweth) показал, что экспериментальные результаты можно описать только с помощью механизма переноса электронов.
Научные работы Ганна в физике твёрдого тела и электроники касаются проблем микроволнового излучения, квантовой теории усиления акустических волн в полупроводниках, эффекта Холла, квантовой электроники и применения микроволнового излучения в астрофизике.

### Исследования в других областях науки
Джи. Би. Ганн прекратил заниматься физикой полупроводников в 1972 году увлёкшись многочисленными возможными направлениями деятельности в его должности IBM Fellow. Он провёл около трёх лет разрабатывая на языке APL модель управляемого компьютером автомобиля, в котором бы уменьшился расход топлива. Эта работа выполнялась в тесном сотрудничестве с Джоном Коком, который внёс значительный вклад в архитектуру компьютера и Р. А. Тоупином, который использовал компьютерные моделирования для изучения рекуперативного торможения и гидравлических систем высокого давления для экономии энергии.
Ганн был поглощён APL видя в нём возможность «создать инструмент для создания инструмента, чтобы сделать что-то». Его работа над созданием самодокументируемого кода относится к ранним работам, посвящённым компьютерным вирусам. В связи с этим иногда ошибочно полагают, что он является изобретателем этого термина.
В начале 1980-х у IBM были проблемы с некоторыми печатными платами, которые тем не менее проходили первичные испытания на надёжность. Ганн первым, кто предложил нелинейные измерения для обнаружения зарождающихся проблем и создал эффективные методы борьбы с ними. Позднее он был привлечён к различным испытательным тестам конструирования и надёжности жёстких дисков.
Последней областью работ Ганна была многозначная логика. Философ Патрик Грим (англ. Patrick Grim) отмечал:

Джи. Би. Ганн проделал замечательную работу по решению различных самореферентных предложений в этом смысле. Посмотрите, например, его неопубликованные «Заметки по алгебраической логике самореферентности». Я обязан Ганну за его широкую и принёсшую огромную помощь переписку.
Оригинальный текст (англ.)J. B. Gunn has done significant work in solving various self-referential sentences in this sense. See for example his 'Notes on an Algebraic Logic of Self-Reference', unpublished. I am obliged to Gunn for extensive and very helpful correspondence

Однако IBM было не проявило заинтересованности в этих разработках и Ганн вышел на пенсию в 1990 году. Впоследствии он продолжал работать над применением своих методов решения проблем в мотогонках:

Мир не полон необъяснимых событий которые вы сможете решить только понадеявшись на удачу. Если вы действительно хотите понять почему что-то происходит, вы вероятно можете попробовать применить научный подход и выяснить, с чего начать.
Оригинальный текст (англ.)The world is not full of unfathomable mysteries that you can only solve with luck. If you really want to understand why something is happening, you can probably attack it in a scientific way and find out what is going on.

## Награды и премии
Джи. Би. Ганн был членом Американской академии искусств и наук (1977) и иностранным членом Национальной инженерной академии США (1978). В 1969 году он стал лауреатом премии Морриса Либманна, медали Вальдемара Пульсена, вручённой Датской королевской академией наук, а в 1971 — премии Джона Скотта. Ганн удостоился звания IEEE Fellow в 1968 году и IBM Fellow в 1971.

## Мотоспорт

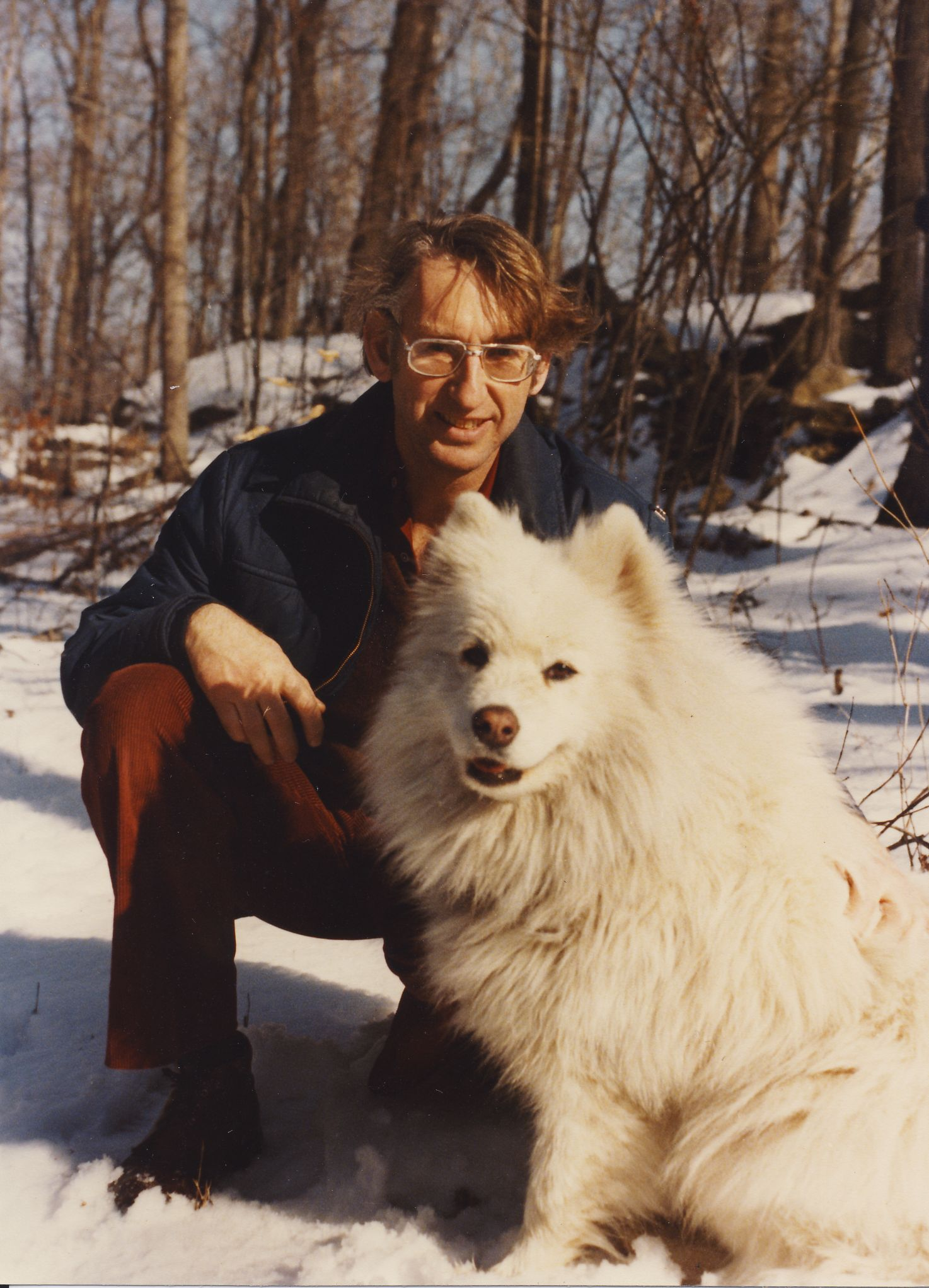
Йен Ганн со своей собакой Таней. За исключением времени, проведённого в Университете Британской Колумбии, где содержать собак было запрещено, семья Ганнов всегда держала по крайней мере одного пса, обычно самоеда.

Йен Ганн участвовал в мотогонках 50 лет — с 1950-го по 2000 годы в Великобритании и США. На протяжении этих лет он соревновался с такими известными гонщиками как Джефф Дюк, Фил Рид, Майк Хэйлвуд, Эдди Лоусон, Колин Эдвардс и Скотт Рассел. Карьера Ганна как гонщика включает два Гран-при, но в основном, он участвовал в «клубных гонках».
Ганн начал ездить на мотоциклах в Кембридже, в 1945 году, а принимать участие в гонках через пять лет после этого. Он женился на Фриде Пилчер в субботу «Августовского дня отдыха», а в воскресенье участвовал в Международных гонках Нортон (англ. International Norton) в Блендфорде перед тем как продолжить медовый месяц. В 1951 он ездил на гибриде Manx/Inter, приняв участие на гонках в Гудвуде и Isle of Man TT 1951 года финишировав 37-м из 80 участников.
Мотогонки оставались в стороне во время службы в Королевском радиолокационном подразделение, однако мотоцикл по прежнему использовался для передвижения по улице. Перед отъездом в Канаду, в 1956 году он продал все свои мотоциклы, включая CS1 Norton 1928 года именуемый «Папа Уильям» (по поэме Льюиса Кэрролла Ты уж стар, папа Уильям) за его надёжность вследствие его возраста. Он не имел мотоцикла во время работы в Университете Британской Колумбии, но приобрёл Ducati 200 вскоре после начала работы в IBM и возобновил участие в гонках с Ассоциацией американских мотороудрейлеров (англ. Association of American Motorcycle Road Racers, (AAMRR)). Поначалу в качестве гоночного мотоцикла использовался VW Beetle без второго и пассажирского сидений. В 1964 году он был заменён на VW bus, а 200-й — на Ducati Mach 1S 250. На этом байке он выиграл свою первую гонку на одной из гоночных трасс в Уоткинс Глен. Также он принимал участие в гонках 1965 года Международной мотоциклетной организации Мото Гран-при США, проводимых в Дейтоне. Он стартовал десятым, но выбыл из-за технических проблем.
К 1967 году стало ясно, что спортивными лидерами являются двухтактные двигатели, и Ганн купил Kawasaki A1R (250cc), на котором он ездил до конца декады. С 1971 по 1976 он сделал перерыв в вождении мотоцикла. В начале этого периода он купил подержанную Ferrari 375MM. 1974 и 1975 годы стали для него очень тяжёлыми из-за болезни и смерти жены в августе 1975-го.
К 1976 году гонки были стандартизированы, в них допускались двух- и четырёхтактные двигатели. Ганн приобрел Ducati 750 Imola Desmo, на котором успешно выступал до 1990 года. В 1991-м он перешёл на Ducati 888 SP2 с электронными ускорителем зажигания и впрыскивателем топлива. Ганн стал одним из первых частников со своим собственным устройством для программирования чипов. Параллельно с гоночными мотоциклами, он ездил на раритетных моделях, в основном британских и итальянских мотобайках 1950-х и 1960-х и в 2000-х, говоря «Я буду управлять им пока это весело».
Сожалея о мотоциклах, проданных во время эмиграции из Великобритании и не желая повторять этой ошибки вновь, Ганн сохранил все, кроме двух мотоциклов, купленных в США, а в 1993 выкупил «Папу Уильяма», в целом, собрав 40 моделей, которые хранились в пристройке его дома.

## Избранные работы
- J. B. Gunn, «Microwave Oscillation of Current in III—V Semiconductors», Solid State Communications, 1 88 (1963).